# Dora Iannakopulu
Dora Iannakopulu (Mitilene, Grècia, 1937) és una escriptora, actriu i cantant grega.

## Biografia
Va néixer i es va criar a Mitilene. Va estudiar al Departament d'Estudis Teatrals de la Universitat d'Atenes i tan bon punt es va graduar va actuar a l'obra teatral An Giall / The Hostage (títol traduït al grec com a "Ένας Όμηρος") de Brendan Behan, que va ser presentada al Teatre Kykliko de per Leonidas Trivizas amb cançons escrites per Mikis Theodorakis.
Després va començar una carrera paral·lela al teatre i al cant, amb actuacions al teatre, al cinema i als primers bars de Plaka. Va publicar àlbums amb cançons de Theodorakis, i d'Odisseas Elitis, entre d'altres.
Durant la junta dels coronels va marxar a l'estranger, on amb un petit grup va recórrer països d'Europa occidental i oriental, amb un programa basat en la música de Mikis Theodorakis.
L'emprova del vestit de núvia, de l'any 1993, és la seva primera novel·la. De fet, és el seu primer text escrit, seguit del conte El papardo, publicat l'any 1995. La seva segona novel·la, Ο μεγάλος θυμός, es va publicar l'any 1996. Ambdues novel·les es van convertir en sèries de televisió.
Van seguir les novel·les Με τα μάτια του έρωτα (1999), Οι τρεις χήρες (2001), Αμαρτωλέ μου άγγελε (2002), Έρως μετ' εμποδίων (2004) , Το μενταγιόν (2007), Ένοχα μυστικά (2009), Πεθαίνω για σένα (2011) i Στον γκρεμό (2013).

## Traduccions al català
- L'emprova del vestit de núvia. Traducció de Joaquim Gestí i Montserrat Franquesa. Edicions de 1984. Barcelona, 2003. ISBN 9788496061071